# 영중추부사
영중추부사는 조선시대 중추부에 두었던 정1품 관직이다. 고려시대의 중추원은 조선시대인1466년(세조 12)에 중추부로 개편하였고 1894년(고종 31) 갑오개혁에 의한 관제개혁으로 폐지되었다.
고려시대의 중추원은 왕명의 출납을 담당하는 주요 관부였으나, 조선시대의 중추부는 형식상 서반(西班)의 최고관부로 편제되어 있었을 뿐 일정한 소관사무가 없는 유명무실한 기구였다. 따라서 영중추부사도 맡은 일이 마땅히 없는 명목상의 지위였다. 주로 영의정, 좌의정, 우의정을 지낸 사람들이 영중추부사로 임명되었다.